# Observatório das Actividades Culturais
O Observatório das Actividades Culturais (OAC) foi uma associação sem fins lucrativos criada em Portugal, em 1996,  pelas entidades Ministério da Cultura, Instituto de Ciências Sociais da Universidade de Lisboa e Instituto Nacional de Estatística.
O observatório dedicava-se à realização de projectos de investigação na área da cultura nacional (sobre públicos, instituições, políticas culturais, etc.), à publicação destes estudos através da sua linha editorial ou em parceria com entidades nacionais e estrangeiras e à organização ou participação em conferências e encontros nacionais e internacionais sobre a especialidade, para além de se inserir em redes internacionais dedicadas aos estudos culturais.
O Observatório foi extinto em 2013.